# Si tu me tues, je te tue
Pour plus de détails, voir Fiche technique et Distribution.
Si tu me tues, je te tue (Murder Me, Murder You) est un téléfilm américain réalisé par Gary Nelson, sorti en 1983. Il s'agit d'une libre aventure du détective privé Mike Hammer, un personnage imaginé par l'écrivain américain Mickey Spillane en 1947. Ce téléfilm sert de pilote à la série télévisée Mike Hammer (Mickey Spillane's Mike Hammer) réalisée en 1984 et 1985.

## Synopsis
Le détective privé Mike Hammer (Stacy Keach) est embauché pour protéger Chris Jameson (Michelle Phillips), une ancienne conquête qui il n'a pas vu depuis près de 20 ans. Cette dernière est impliquée dans une affaire de corruption à grande échelle. Avant de témoigner devant un jury, elle est assassinée, laissant à Hammer le soin de la venger et de régler cette délicate affaire.

## Fiche technique
- Titre : Si tu me tues, je te tue
- Titre original : Murder Me, Murder You
- Réalisation : Gary Nelson
- Assistant réalisateur : Bill Lukather et Michael Kennedy
- Scénario : Bill Stratton d’après le personnage de Mike Hammer inventé par Mickey Spillane
- Direction artistique : Ross Bellah (en), Frederick P. Hope, Audrey A. Blasdel et John H. Anderson (en)
- Costumes : Grady Hunt
- Photographie : Gayne Rescher (en)
- Montage : Donald R. Rode
- Musique : Earle H. Hagen, Jay Jay Johnson
- Production : Jay Bernstein (en), Larry A. Thompson (en), Lana Wood, Lew Gallo (en)
- Société de production : Jay Bernstein Productions, Columbia Pictures Television
- Pays d'origine : États-Unis
- Langue : anglais
- Format : Technicolor - 35 mm - 1,37:1 - Son mono (Westrex Recording System)
- Genre : Néo-noir, film policier
- Durée : 1 h 40
- Sortie :  États-Unis : 9 avril 1983

## Distribution
- Stacy Keach : Mike Hammer
- Tanya Roberts : Velda
- Don Stroud : Capitaine Pat Chambers
- Kent Williams (en) : Barrighton
- Delta Burke : Paula Corey
- Tom Atkins : Jack Vance
- Jonathan Banks : Janos Saracen
- Michelle Phillips : Chris Jameson
- Lee Meredith : Marty
- Lisa Blount : Michele Jameson
- Bert Rosario : Duardo
- Eddie Egan (en) : Hennesey
- Madison Arnold : Collin
- Ric Mancini : Père Cal
- Randi Brooks : Arla
- Ava Lazar : Janice Wells
- Timothy Stack : Natty
- Charlie Picerni (non crédité)

## Autour du film
- Le film a notamment été tourné à Culver City en Californie et à The Burbank Studios à Los Angeles.
- Stacy Keach a régulièrement tenu le rôle de Mike Hammer dans les années 1980. Il reprend ainsi ce personnage dans les téléfilms Il pleut des cadavres (More Than Murder) en 1984, Le Retour de Mike Hammer (The Return of Mickey Spillane's Mike Hammer) en 1986 et Le Carnet fatal (Mike Hammer: Murder Takes All) en 1989 ainsi que dans les séries télévisées Mike Hammer (Mickey Spillane's Mike Hammer) en 1984-1985 et Le Retour de Mike Hammer (The New Mike Hammer) en 1986-1987. Dans les années 1990, il incarne une dernière fois le détective dans la série Mike Hammer (Mike Hammer, Private Eye).